# Suleiman Nyambui
Suleiman Nyambui (Tanzania, 13 de febrero de 1953) es un atleta tanzano retirado, especializado en la prueba de 5000 m en la que llegó a ser subcampeón olímpico en 1980.

## Carrera deportiva
En los JJ. OO. de Moscú 1980 ganó la medalla de plata en los 5000 metros, con un tiempo de 13:21.60 segundos, llegando a meta tras el etíope Miruts Yifter y por delante del finlandés Kaarlo Maaninka (bronce).